# Tô Nessa
Tô Nessa é um sitcom brasileiro produzido pela TV Globo e exibido a partir de 13 de outubro de 2024, nas noites de domingo após o Fantástico. Criado por Jorge Furtado e Regina Casé, conta com os roteiros de Furtado, Casé, Marcelo Gonçalves, Bernardo Guilherme e Nathalia Cruz. Conta com a direção artística de Fabrício Mamberti e com a direção de gênero de Patricia Pedrosa.
É estrelado por Regina Casé, Luana Martau, Valentina Bandeira e Heslaine Vieira.

## Enredo
Na Zona Norte do Rio, Mirinda (Regina Casé) é uma mulher que vive com as três filhas Mari (Luana Martau), Nana (Valentina Bandeira), Ina (Heslaine Vieira) e a neta Belinha (Heleninha Repertório), enfrentando as dificuldades diárias para manter a casa em ordem. Em meio a uma rotina de boletos intermináveis, elas se lançam em uma série de empreendimentos variados para tentar pagar as contas. A resposta constante, quando questionadas sobre o que estão fazendo, é um simples e decidido: "Tô nessa!"

## Elenco
| Intérprete           | Personagem           |
| -------------------- | -------------------- |
| Regina Casé          | Almeirinda (Mirinda) |
| Luana Martau         | Mariana (Mari)       |
| Valentina Bandeira   | Nana                 |
| Heslaine Vieira      | Ina                  |
| Heleninha Repertório | Isabela (Belinha)    |
| Dan Mendes           | Darley               |
| Evandro Mesquita     | Jorge Washigton      |
| Juliana Amaral       | Muricy               |
| Pedro Ogata          | Shunji               |

### Participações Especiais
| Intérprete        | Personagem         |
| ----------------- | ------------------ |
| Supla             | David Baker        |
| Xande de Pilares  | Ele mesmo          |
| Katiuscia Canoro  | Michele Falls      |
| Paulo Mathias Jr. | Andrew Gomes       |
| Pocah             | Ela mesma          |
| Roberta Miranda   | Ela mesma          |
| Nattan            | Oziel da Pisadinha |
| Alcione           | Ela mesma          |

## Produção
Tô Nessa é a primeira produção da retomada do núcleo de humor da TV Globo desde o fim antecipado do Fora de Hora e a não renovação do Zorra em 2020, uma vez que os dois programas haviam sido encerrados neste ano por causa das restrições da Pandemia de COVID-19 e seriam substituídos por um novo humorístico, com lançamento marcado para 2021, mas não aconteceu, marcando o encerramento do setor e a transferência desse núcleo para o Multishow.
Durante o fim dos programas humorísticos, a Globo passou a exibir reprises do Vai que Cola, inicialmente durante as férias do Conversa com Bial nas madrugadas, depois passou a ser exibido nas noites de sábado, cobrindo o espaço deixado pelo Zorra, e mais tarde sendo transferido para as noites de domingo. Desde 2022, o seriado é exibido de segunda a sexta na faixa Comédia na Madruga, sendo também transmitido na madrugada dos domingos quando necessário. Em 2024 a emissora deixou de exibir o Vai que Cola na faixa nobre dos domingos e substituiu pelas reprises do No Corre.
Em 2023 a Globo aprovou a sinopse do seriado Pablo e Luisão, escrito e protagonizado por Paulo Vieira, o que marcaria um possível retorno das produções humorísticas na TV aberta, mas usando o Globoplay como janela. No entanto, a estreia da sitcom de Vieira acabou sendo adiada para 2025 por conta do Avisa Lá Que Eu Vou.
No primeiro semestre de 2024, a Globo decide reativar em definitivo o setor de humor, com Patricia Pedrosa sendo escolhida como a nova diretora do núcleo. Ao todo, quinze projetos de 60 haviam sido aprovados e entrado em pré-produção. Uma das produções aprovadas seria o Tô Nessa, colocando Regina Casé como a protagonista da nova sitcom da Globo. O programa foi inspirado nos humorísticos norte-americanos com plateia e improviso, formato esse já usado pela própria Globo no Sai de Baixo (1996–2002) e no Toma Lá, Dá Cá (2007–09). Devido aos bons índices de audiência na complicada faixa noturna pós-Fantástico, que costumava alcançar a vice-liderança sem o Big Brother Brasil e os filmes do Domingo Maior, por conta dos compactos de festivais como o Rock in Rio, Lollapalooza e outros, a atração foi renovada para uma segunda temporada em 2025, desmentindo alguns boatos sobre o cancelamento do programa por conta da repercussão negativa por parte do público. Todavia, a temporada acabou sendo adiada para 2026 após a Globo decidir priorizar novas produções humorísticas.

## Recepção

### Audiência
Tô Nessa! estreou com média de 9,5 pontos na Grande São Paulo, elevando a audiência da TV Globo e superando o Show do Milhão no SBT.

### Crítica
Marcela de Carvalho, para o portal Terra, elogiou a protagonista, afirmando que Regina Casé está "brilhando". O também colunista Fefito considerou o roteiro "robótico", argumentando que o projeto foi "feito sob medida a partir de pesquisa de mercado". Apesar da crítica, ele afirma em sua avaliação que "há apelo divertido em parte da história" e destacou as personagens de Valentina Bandeira e Luana Martau.
Jeff Benício comparou a sitcom com as comédias Tô de Graça e Vai que Cola. Ele criticou o "excesso de texto – às vezes, repetitivo – para poucos momentos realmente engraçados". Também destacou que, apesar da presença da plateia no estúdio, a edição incluiu risadas gravadas. Luciano Guaraldo do Notícias da TV fez uma avaliação negativa, afirmando que essa é a pior comédia que a emissora já produziu. Segundo ele, as "piadas não têm graça e até o roteiro não faz muito sentido".